# Station Nowa Sarzyna Kolonia
Station Nowa Sarzyna Kolonia is een spoorwegstation in de Poolse plaats Nowa Sarzyna.